# Andrej Jakubik
Andrej Jakubik (ryska: Андрей Александрович Якубик), född den 24 augusti 1950 i Moskva, Ryssland, är en sovjetisk fotbollsspelare som medverkade i det sovjetiska landslaget som tog OS-brons i fotbollsturneringen vid de olympiska sommarspelen 1972 i München.